# Phauloppia adjecta
Phauloppia adjecta är en kvalsterart som beskrevs av Aoki och Ohkubo 1974. Phauloppia adjecta ingår i släktet Phauloppia och familjen Oribatulidae. Inga underarter finns listade i Catalogue of Life.